# Туризм в Ливии
Туризм в Ливии — часть экономики Ливии, один из видов социальной сферы страны. Ливия имеет долгую историю; мест для посещения туристами действительно много. Однако, из-за острой политической ситуации в Ливии  туризм в стране пришел в упадок.
Посещать Ливию для туризма стоит с ноября по март, так как именно в это время устанавливается подходящий климат.
Гражданам Израиля въезд воспрещен. 
Кроме того, стоит всегда запасаться водой, защитой от солнца. Алкоголь в стране запрещён (нарушение данного запрета может караться уголовным сроком). 
Так как сотни лет в стране действуют мусульманские законы, то одеваться (особенно женщинам) необходимо достойно, дабы избежать нареканий со стороны населения. 
Так как страна находится частично ещё в зоне затухания конфликта, стоит позаботься о личной безопасности, потому что гарантий на полное спокойствие нет.
Ливийцы дружелюбный народ. Однако, они не пунктуальны, кроме того они были воспитаны по мусульманским законам (97 % исповедуют ислам суннитского толка). Рекомендуется прислушиваться к советам граждан.

## История
Благодаря дружбе между Советским Союзом и Ливией на протяжении долгих лет, для граждан Восточной Европы в Ливии всегда были хорошие условия, что не скажешь о туристах из Западной Европы и США. После развала Союза ССР отношение к «восточным» туристам осталось прежним.
В 2011 году многолетний режим М. Каддафи был свержен и в стране начался вооруженный конфликт. После завершения военных действий в 2020 году, туристам путь в страну вновь стал открыт. 20 октября 2021 в Ливию прибыла первая за прошедшее десятилетие туристическая группа, набранная из нескольких европейских стран, до этого по своей воле в разрушенную после смерти Каддафи страну приезжали разве что дипломаты, журналисты, а также всевозможные авантюристы из числа «солдат удачи», бандитов и других искателей быстрой наживы и приключений.

## Туристические места
Многовековая культура Ливии оставила большое культурное наследие: столица страны — Триполи, в котором очень много различных памятников. Медина (старый город) — музей под открытым небом и национальный музей Джамахирии. В столице имеются красивейшие мечети и стилизованный археологический музей.
Интересное место для поездок во время отдыха — старый город Толомеи. Его жемчужина — красивый Эллинский дворец, построенный в I веке до н. э. Здесь же находится храм Аполлона, старше этого дворца на целых 6 веков.
Одно из самых красивых мест Ливии — живописный оазис Гадамес, расположенный неподалеку от границы с Алжиром. Рядом расположена крепость Cydamus, возведенную римлянами для обороны. Также, одна из самых знаковых достопримечательностей Ливии — древний римский театр, расположенный на берегу Средиземного моря в Сабрате (один из «трех городов», входивших в союз Триполис).
Среди исламского наследия особенно ценится возведенная в 1711 году мечеть Ахмада Паши Караманли в Триполи.
В стране также есть памятники всемирного наследия ЮНЕСКО. Например, Тадрарт-Акакус, где расположено множество наскальных изображений возрастом в несколько тысяч лет.